# High Five Interchange

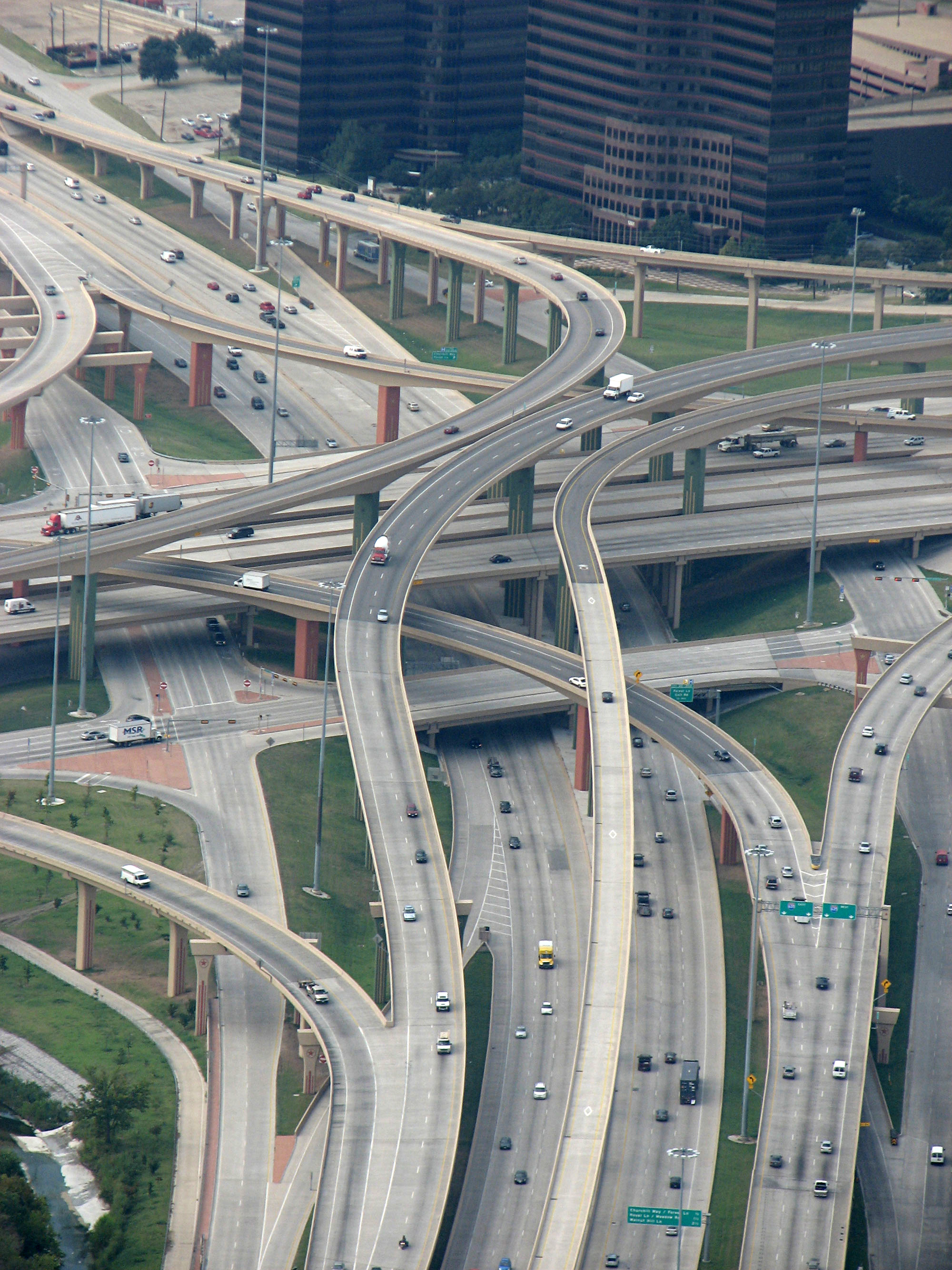
High Five Interchange visto dall'alto

L'High Five Interchange è una grande intersezione a livelli sfalsati situata a Dallas, in Texas, che incrocia l'U.S. Route 75 con l'Interstate 635.

## Storia
Originariamente negli anni 1960 all'intersezione tra le due importanti autostrade fu costruito un incrocio a quadrifoglio, che tuttavia si rivelò insufficiente a impedire gli imbottigliamenti del traffico. Fu necessario attendere fino al 2002, quando, con un investimento di 262 milioni di dollari da parte della Texas Department of Transportation, fu avviata la costruzione dell'infrastruttura, ultimata nel 2005.
L'High Five risulta oggi una notevole opera ingegneristica oltre che civile: l'intersezione si sviluppa su una lunghezza complessiva di 60 miglia di autostrada ed è costituita da 43 ponti, retti da 710 pilastri e posti su cinque livelli, fino a un'altezza massima di 37 m. Per limitare le interferenze col traffico durante i lavori, furono costruiti in aggiunta altri sei viadotti provvisori.
Il complesso è stato anche inserito dalla rivista Popular Mechanics tra le 18 strade più strane al mondo.